# سكوت سورنسن
سكوت سورنسن (بالإنجليزية: Scott Sorensen)‏ هو لاعب دوري الرغبي أسترالي، ولد في 16 مارس 1993 في سيدني في أستراليا.